# GSM procedury
Procedury GSM jsou sady kroků, které provádí GSM síť a zařízení na ní, aby síť fungovala.
GSM (Global System for Mobile Communications) je soubor standardů pro mobilní sítě vytvořený Evropským institutem pro telekomunikační standardy a poprvé použitý v roce 1991. Jeho procedury se týkají kroků, které síť GSM provádí při komunikaci s mobilními telefony a jinými mobilními zařízeními v síti. Připojení IMSI odkazuje na postup, který se používá, když se mobilní zařízení nebo mobilní stanice připojí k síti GSM, když se zapne, a odpojení IMSI se týká postupu používaného k opuštění sítě nebo odpojení od sítě, když je zařízení vypnuto.

## IMSI attach
Po zapnutí mobilního telefonu pro síť GSM se provede procedura nazývaná Připojení IMSI (IMSI attach). Tato procedura slouží k zaregistrování mobilního telefonu v síti obsluhované určitou dvojicí Mobile Switching Center (MSC) a Visitor Location Register (VLR). Pokud mezi vypnutím a zapnutím mobilní telefon změnil Location area (LA), procedura Připojení IMSI způsobí Location update.
Po zapnutí hledá mobilní telefon mobilní síť, ke které by se mohl připojit. Jakmile takovou síť identifikuje, pošle zprávu, že je připravený pracovat v síti (stav idle). Tato zpráva způsobí, že VLR zkontroluje, zda má ve své databázi záznam pro příslušného účastníka.

Pokud záznam neexistuje, VLR získá kopii informací o účastníkovi z Home Location Register (HLR) v jeho domovské síti. Pak vrátí mobilnímu telefonu potvrzení. Procedura Připojení IMSI se skládá z následujících kroků:
1. Mobilní telefon kanálem RACH zašle zprávu Channel Request na BSS.
2. BSS odpoví kanálem AGCH zprávou Immediate Assignment a přiřadí mobilnímu telefonu SDCCH.
3. Mobilní telefon přepne na přiřazený SDCCH a odešle požadavek Location Update na BSS. V požadavku je buď IMSI nebo TMSI.
4. BSS potvrdí zprávu. Potvrzení pouze informuje mobilní telefon, že BTS zprávu přijala; neznamená, že location update byl zpracován.
5. BSS přepošle požadavek Location Update na MSC/VLR.
6. MSC/VLR přepošle IMSI na HLR a požádá o ověření IMSI a autentizační trojici (Authentication Triplets).
7. HLR přepošle IMSI na Authentication Center (AuC) a požádá o autentizační trojici.
8. AuC Vygeneruje trojici a odešle ji s IMSI zpátky na HLR.
9. HLR zkontroluje, že příslušné IMSI může pracovat v síti a má povoleny účastnické služby. Pak přepošle IMSI a Triplet na MSC/VLR.
10. MSC/VLR uloží SRES a klíč Kc, pošle RAND na BSS a nařídí BSS, aby mobilní telefon autentizovala.
11. BSS pošle mobilnímu telefonu zprávu Authentication Request. Jediný parametr ve zprávě je RAND.
12. Mobilní telefon pomocí RAND vypočte SRES a pošle jej zpátky BSS pomocí SDCCH v Authentication Response. BSS pošle SRES na MSC/VLR.
13. MSC/VLR porovná SRES, které vygenerovalo AuC, se SRES, které vygeneroval mobilní telefon. Pokud se shodují, znamená to, že autentizace byla úspěšná.
14. MSC/VLR pošle Kc pro mobilní telefon na BSS. Kc se nikdy neposílá přes rádiové rozhraní. BSS uloží Kc a pošle příkaz Set Cipher Mode mobilnímu telefonu. CIPH_MOD_CMD oznámí telefonu, jaké šifrování používat (A5/X); zpráva neobsahuje žádnou další informaci.
15. MS okamžitě přepne do šifrovaného režimu s algoritmem A5. O tohoto okamžiku se všechny přenosy šifrují. Vrátí zprávu Ciphering Mode Complete message BSS.
16. MSC/VLR pošle zprávu Location Updating Accept BSS a vygeneruje pro mobilní telefon nové TMSI. Přiřazení TMSI je funkce VLR. BSS buď pošle TMSI ve zprávě LOC_UPD_ACC nebo pošle zvláštní zprávu TMSI Reallocation Command. V obou případech rádiové rozhraní pracuje v šifrovaném režimu, takže TMSI nelze odchytit.
17. Mobilní telefon pošle zprávu TMSI Reallocation Complete na MSC/VLR.
18. BSS instruuje telefon, aby přešel do idle mode, posláním zprávy Channel Release. BSS pak uvolní SDCCH.
19. MSC/VLR pošle zprávu Update Location na HLR. HLR zaznamená, které MSC/VLR nyní obsluhuje mobilní telefon, takže na dotaz o umístění mobilního telefonu lze vrátit konkrétní MSC.

## Odpojení IMSI
Odpojení IMSI (IMSI detach) je postup, při kterém je síť informována, že mobilní telefon je nedostupný (vypnutý nebo mimo signál).
Mobilní telefon si před vypnutím vyžádá signalizační kanál.
Když mu je přidělen, telefon pošle zprávu IMSI detach na VLR.
Když VLR přijme zprávu IMSI detach, příslušné IMSI je označeno jako odpojené (detached) nastavením IMSI detach příznaku. HLR o tom není informováno a VLR nepotvrzuje odpojení IMSI telefonu.
Pokud je špatná kvalita signálu, když se provádí odpojení IMSI, VLR nemusí požadavek odpojení IMSI v pořádku přijmout. Protože se potvrzení mobilnímu telefonu neposílá, telefon se nepokouší posílat zprávy odpojení IMSI znovu. Proto síť GSM může nesprávně považovat mobilní telefon za stále připojený.

### Implicitní odpojení IMSI
BTS v síti GSM vysílá na broadcast kanálech na rádiovém rozhraní (které se nazývá Um) informace o síti. Tyto informace mj. obsahují, zda jsou povoleny periodické aktualizace polohy. Pokud ano, mobilní telefon musí v intervalech udaných sítí aktualizace polohy posílat. Pokud je mobilní telefon vypnutý a neprovedl správně proceduru Odpojení IMSI, síť předpokládá, že mobilní telefon je nedostupný (vypnutý nebo mimo signál) a VLR provede Implicitní odpojení IMSI.

## Location update
Tato procedura slouží k aktualizaci umístění mobilního telefonu v síti a je podrobněji popsána na stránce o Mobility Managementu.